# Robert Rafailowitsch Falk

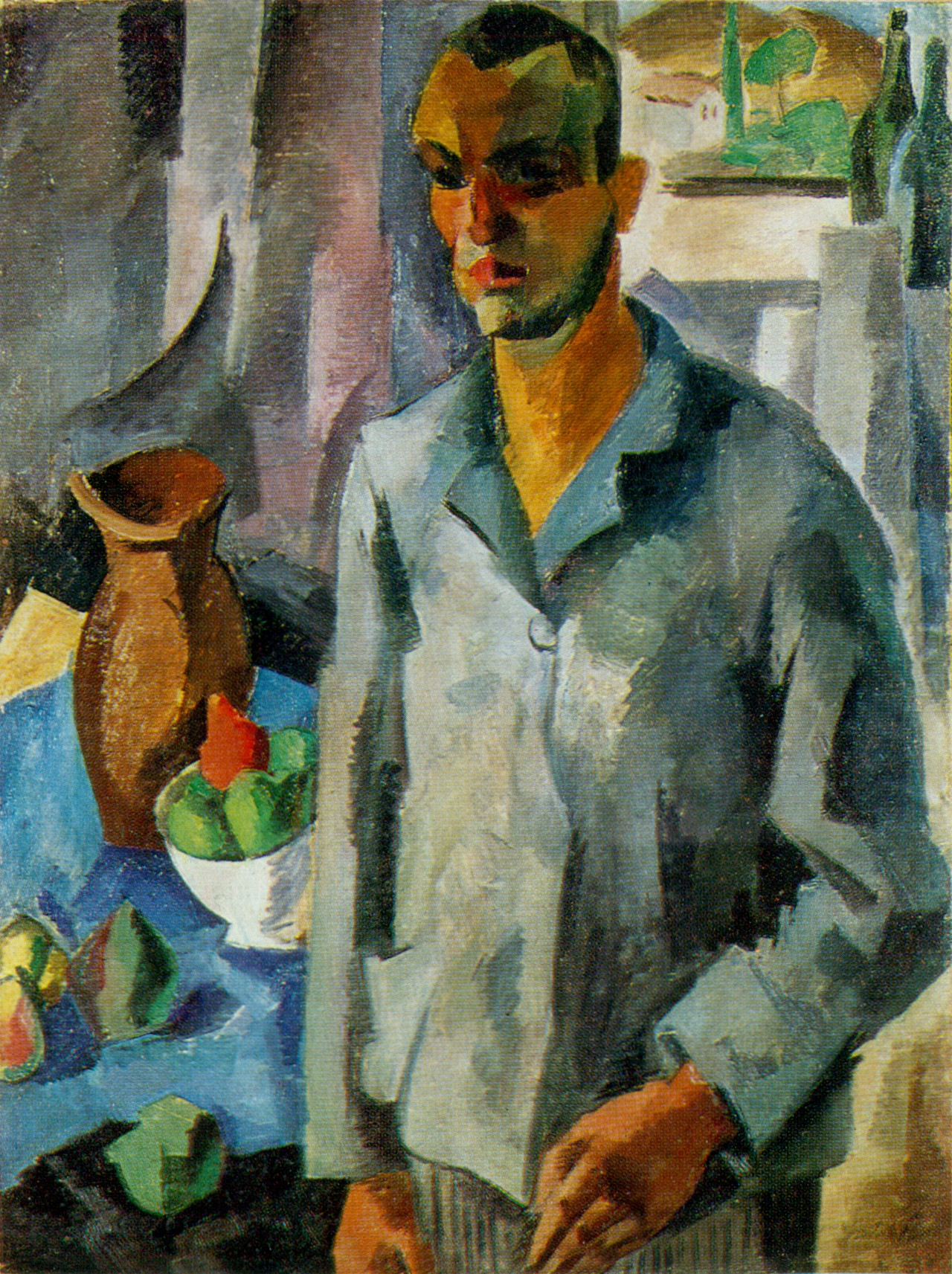
Falk, Selbstporträt vor einem Fenster, 1916

Robert Rafailowitsch Falk (russisch Роберт Рафаилович Фальк; * 15. Oktoberjul. / 27. Oktober 1886greg. in Moskau; † 1. Oktober 1958 ebenda) war ein russisch-jüdischer Maler, der wesentliche Impulse von Cézannes Werk empfing und seinerseits beträchtlichen Einfluss auf junge Maler ausübte. Nach dem Zweiten Weltkrieg geriet er zunehmend ins Kreuzfeuer der sowjetischen Behörden.

## Leben und Werk
Robert Falk war Sohn des Juristen, Schachmeisters und Journalisten Rafail Alexandrowitsch Falk. Ursprünglich wollte er Musiker werden, studierte dann aber Kunst in Moskau, unter anderem bei Konstantin Alexejewitsch Korowin. Ab 1906 nahm er an Ausstellungen teil, dabei 1910 erstmals im Rahmen der Gruppe Karo-Bube, obwohl er Kubismus und Dadaismus eher fernstand. In dieser Zeit war er Zeichenlehrer an Elementarschulen und bereiste zudem Italien. Falk malte Landschaften, Porträts (darunter viele Selbstbildnisse), Gebäude, Stillleben. In einem Brief stellt er fest:

„Cézannes Werke sind nicht Ebenbilder des Lebens – sie sind das Leben selbst in herrlichen, wertvollen optisch-plastischen Formen. Die Kubisten halten sich für seine Erben. Meines Erachtens haben sie seine Kunst nur usurpiert. Ich muß gestehen, daß ich die abstrakte Malerei nicht mag. Die Abstraktion führt auch den begabtesten Maler zum Schema, zur Willkür, zum Zufall.“

Ada Rajew und Julija Wiktorowna Didenko bescheinigen Falk jedoch, im Gegensatz zu den anderen russischen „Cézannisten“ habe er „eine eigene Qualität lyrirscher Kontemplation und Leichtigkeit der Formen und Farben erreicht, so in Krym. Piramidal'nyj topol (1915), wo die kühlen Farbtöne Hellgrün, Violett, Rosa und Blau das Leben der Natur zu evozieren scheinen.“ Sein bewegter Farbauftrag, der im Zusammenspiel mit verschobenen Formen an lichthaltige Mosaiken gemahne (Natjurmort s podswetschnikom, 1917), lasse die Oberfläche vibrieren und verleihe den Bildern eine besondere Musikalität. Gern porträtierte Falk seine Gefährtinnen. Er war viermal verheiratet, zuletzt mit der Übersetzerin und Pädagogin Angelina Wassiljewna Schtschekin-Krotowa (1910–1992), die sich der Pflege seines Werkes und Andenkens widmete.

### Pariser Vorabende
Bald nach der Oktoberrevolution (1917) arbeitete Falk im von Wladimir Jewgrafowitsch Tatlin geleiteten Moskauer Kollegium für Angelegenheiten der Bildenden Kunst, außerdem erhielt er eine Professur für Malerei. 1922 war er an der Ersten Russischen Kunstausstellung in Berlin beteiligt. Ab 1924 gestaltete er auch viele Bühnenbilder, zum Teil im Ausland. Von 1928 bis Ende 1937 lebte er gänzlich in Paris, wo er mit seinem früheren Lehrer Korovin und anderen russischen Emigranten verkehrte, aber auch Umgang mit Pierre Bonnard, Edouard Vuillard, Chaim Soutine pflegte. Er war recht gut im Geschäft, „aber Geld und Ruhm ließen ihn kalt“, versichert Ilja Ehrenburg, der in seinen Memoiren ein Porträt von Falk gibt. Er schildert den Freund als „hochgewachsen, hager, mit einem traurigen, ja trostlosen Gesicht, über das zuweilen ein leises schamhaftes Lächeln huschte.“ Falk habe stets „konzentriert, hartnäckig, fanatisch“ gearbeitet, oft wiederholt am selben Sujet. In jedem seiner Bilder habe er seine „malerische Zungenschwere“ überwinden müssen. Vor der Leinwand – sonst nicht – sei er „Eremit“ gewesen. „Das Paris von Robert Falk ist schwer, dämmrig, grau, violett. Es ist ein Paris tragikumschatteter Vorabende.“ Falks „tiefe“, vor allem durch die Farbe wirkende Porträts nennt Ehrenburg „plastische Biographie“. Falk war mit Dmitri Zaplin befreundet.

### In Ungnade
Die Kriegsjahre verbrachte Falk, aus Moskau evakuiert, im zentralasiatischen Samarqand. Auch anschließend hielt er sich öfter auf dem Lande auf, zudem unternahm er einige Reisen (Krim, Moldawien, Litauen). Er arbeitete auch für belarussische jüdische Theater, bis sie 1948 geschlossen wurden. Um 1947 begannen ihn offizielle Stellen und Redaktionen „absurderweise“ (Ehrenburg) als „Formalisten“ anzuprangern. 1950 ereilte ihn ein Ausstellungsverbot, das er zum Teil durch „Sonntagskonzerte“ in seinem Atelier unterlief. Ehrenburg schreibt, der Versuch, Falk vielleicht durch finanzielle Austrocknung auf den rechten Weg zurückzuführen, habe nur misslingen können. „Nicht ein einziges Mal in meinem Leben bin ich einem Künstler begegnet, dem die Güter dieser Welt, Komfort und Wohlstand dermaßen gleichgültig gewesen wären.“ Falk verarmte – und malte unbeugsam weiter. „In dem langen, düsteren Atelier an der Moskwa stapelten sich die Bilder. Wenn man die Alterswerke mancher Maler betrachtet, denkt man mit Wehmut an die leuchtende Frische und Reinheit der Arbeiten aus ihrer Jugend. Falk hingegen wuchs immer weiter – bis zum Tod.“ Rajew/Didenko äußern sich ähnlich:

„Im Spätwerk Falks finden sich in allen Genres Werke, die in der Verbindung von Einfachheit im Motiv und vollkommener farblich-plastischer Durchbildung die Qualität von Seinsmetaphern haben. Dazu gehören Stilleben wie Natjurmort s negritjanskoj skul'pturoj (1944) und Kartoska (1955), Landschaften wie Sima w Sagorske und Sagorsk. Solnetschnyj den (beide 1955), das Portrait seiner Ehefrau W beloj sali (1947) und das Selbstbildnis Awtoportret w krasnoj feske (1957), in denen Falks prinzipieller Humanismus jenseits sowjetischer Normen verkörpert ist.“

Abgemagert, kränkelnd und nahezu vergessen, starb Falk mit 71 Jahren. Erst 1972 wurde sein Schattendasein in sowjetischen Museen durch eine Ausstellung im Leningrader Russischen Museum durchbrochen. Heute werden Falk-Gemälde, wie (2011) Auktionsberichten zu entnehmen ist, zwischen 10.000 und 150.000 Euro gehandelt – pro Stück.

### Tauwetter
Sein Freund Ehrenburg setzte ihm in dem 1956 veröffentlichten Roman Tauwetter ein Denkmal. Seine dortige Figur Saburow habe er mit leidenschaftlicher Liebe zur Malerei, einem abenteuerlichen Leben und sogar mit einigen Gedanken von Falk ausgestattet. „Ich las dieses Kapitel Robert Falk vor, bevor ich das Manuskript bei der Zeitschrift abgab, und es fand seine Billigung“, schreibt er in seinen Memoiren.